# Julio Cecilio Perrando
Julio Cecilio Perrando (Buenos Aires, 1 de julio de 1879 - Resistencia, 13 de diciembre de 1957) fue el primer médico cirujano del Chaco, político, estanciero, ganadero, militar reconocido e intendente de resistencia. Fue el principal propulsor del progreso del territorio y un personaje respetable de la historia local.

## Familia
Julio Cecilio Perrando era el tercer hijo de María Alconero (nacida en Buenos Aires, en 1857) y de Giacomo Francesco Giambattista Perrando (nacido en 1849 en Sassello, Italia), siendo la primera hija de una familia acomodada encabezada por Manuela Azparren y Saturnino Alconero, ambos provenientes de Pamplona, Navarra, mientras que Giacomo Perrando descendía de nobles italianos ubicados en el norte de Italia, en la región de Ligure. Si bien el matrimonio Perrando-Alconero tuvo siete hijos, solo tres sobrevivieron, pasando a ser Julio Cecilio el hermano mayor, seguido por Héctor Santiago Perrando (1886-1957) y luego por Raúl Pablo Perrando (1888-1976).

## Primeros años
En 1894 se produce el fallecimiento de Giacomo Francesco, por lo que rápidamente Julio Cecilio toma el lugar junto a su madre y ambos sostienen a la familia. Tras finalizar los estudios primarios, en 1898 ingresa a la Facultad de Medicina de la UBA, recibiéndose poco tiempo después con honores luego de presentar su tesis sobre el estudio de la acondroplasia. Finalizando su carrera universitaria, efectúa una pasantía en el Hospital Rawson, siendo llamado a cumplir con el servicio militar obligatorio.
Con su título de grado, ingresa al Ejército Argentino en el grado de Cirujano de Cuerpo, solicitando ser destinado a donde exista necesidad de sus servicios. El primer lugar ofrecido es la ciudad de Mercedes, Corrientes, a la cual llega en los primeros días del mes de octubre de 1904. Sin embargo, Mercedes no respondería al proyecto profesional de joven médico, por lo cual vuelve a Buenos Aires. Con la ayuda de un amigo y la confianza de sus superiores le es designado una nueva opción, la Colonia Resistencia, capital del Territorio Nacional del Chaco, la cual a pesar de contar con pocos años de vida ya mostraba un progreso interesante.
A bordo del vapor Montevideo, el Dr. Julio Perrando desembarcaría en las barranqueras el 28 de octubre de ese mismo año.

## Labor de Médico
Resistencia contaba con menos de treinta años, pero mostraba un gran avance industrial, económico y social debido a la afluencia de inmigrantes italianos, quienes se encontraban asentados en la zona desde principios de 1870. Rápidamente la noticia de un médico destinado a la Colonia es bien recibida por la sociedad, que demostraba esta exigencia como una de sus principales necesidades. Tras acomodarse en un hotel costeado por el Ejército, Julio Perrando es presentado ante los miembros del Circolo Italiano, ente sociocultural de carácter italiano que reunía a los miembros más importantes de la comunidad. Debido a la cultura aportada por su padre y a su ascendencia, el médico es bien recibido y pronto ocupa un lugar destacado en la sociedad.
En 1905 es nombrado Médico Municipal, y al año siguiente construye su vivienda costeada por la fuerza militar para instalar allí su consultorio, inaugurando al poco tiempo un centro de atención en un local ubicado a poca distancia de su casa, el cual era alquilado invirtiendo los mismos ingresos que recibía por parte del Municipio, mismo lugar donde funcionaría el primer laboratorio bacteriológico de la región. Ese mismo año, el Dr. Domingo Cabred, quien había sido su profesor de facultad, lo convoca para llevar a cabo un ambicioso proyecto que consistía en la creación de un Hospital Regional en la Colonia Resistencia.

## Hospital Regional
Tras recibir el proyecto en 1906 gestionado por la Comisión Nacional Asesora de Asilos y Hospitales, Perrando se encarga de reunir a miembros del Circolo Italiano y junto a ellos organiza la venta de bonos con la ayuda de la Sociedad de Damas de Beneficencia para costear la construcción del nosocomio. Mientras tanto, evitando las complicaciones burocráticas, renuncia a la designación de un terreno para el hospital y tramita la compra de uno, efectuando el pago con fondos propios. Esta no sería la única inversión que realizaría, ya que el monto recaudado por la venta de bonos no superaría más de la mitad del costo de la obra, por lo que el mismo es completado nuevamente por fondos propios. De esta manera en 1908 se inicia la construcción del primer pabellón encargado a la empresa constructora de Vicente Guerrero, socio además del Circolo Italiano. Paralelamente a la fecha, el Dr. Perrando estaba al frente del Hospital de Beneficencia, apoyado por el farmacéutico Olaff With y la partera Teresa Compagnia de Bouvier, y del Hospital Militar, sostenido por el Ejército Argentino tras haberlo designado Teniente 1ro de Sanidad en septiembre de 1907.
El funcionamiento de estas dos entidades impedía el acatamiento de las órdenes de sus superiores, por lo que en 1909, estando próximo a inaugurarse el Hospital Regional, solicita la baja de la fuerza para establecerse como médico civil. De esta manera, en un solemne acto, el 12 de diciembre de 1910 se inaugura con la presencia de la comunidad todo el primer pabellón del Hospital, nombrándose Director a quien fuera su principal promotor.
Es así como comienza a verse las necesidades de la población, exigiendo las gestiones del doctor Perrando para la solvencia de estas problemáticas, respondiendo con la concreción de ampliaciones y adquisiciones como la primera máquina de rayos X de la región, la implementación de terapias y métodos de curación y tratamiento traídos de Europa, así también como los suministros médicos. Hasta 1920, Julio Cecilio se desempeñaría como Director y médico responsable, ingresando como reemplazo a profesionales que ocuparon el cargo por cortos períodos su hermano Raúl, especializado en enfermedades de la piel y experto ginecólogo. Al poco tiempo se sumarían otros médicos que se comprometerían totalmente con la atención gratuita.
En 1938, por razones políticas relacionadas con el entonces Presidente Argentino Roberto Marcelino Ortiz, debido a diferencias con las autoridades nacionales que venían ya desde el Golpe del 30 y solo se habían agravado, el Dr. Perrando que se encontraba en plenas gestiones para una cuarta ampliación del nosocomio fue obligado a dejar el cargo, lo cual conmovió profundamente a la sociedad, quienes a nivel nacional realizaron importantes homenajes y manifestaciones, logrando así imponer el nombre del médico a la primera sala de maternidad que él había creado.

## Vida Social
Si bien el aspecto más reconocido de Julio Perrando es su labor de médico, el mismo también se desempeñó como político y militante del Partido Socialista. Dirigió uno de los establecimientos ganaderos más importante de la región, siendo ganadero, agricultor y proveedor de elementos rurales, lo que lo llevó a integrar la junta que conformaría en 1918 la Sociedad Rural del Chaco. Fue socio inversor activo de la firma Quebrachales Fusionados, monopolio taninero. Socio activo del Circolo Italiano, donde se desempeñó como Presidente de la Comisión Directiva para luego ser socio refundador de la Societa Italiana Operaia Di Mutuo Soccorso, entidad que le otorgara el mérito de Presidente Honorario en 1952. Contribuyó a la fundación del Club Social de Resistencia y otras entidades socioculturales. Como militar se destacó en su labor efectuada con los originarios del Chaco, siendo uno de los fundadores de la Sociedad Protectora de Indios, promoviendo la paz y la unión. Perteneció a un grupo de librepensadores que contribuyeron al progreso de la ciudad y la provincia. Gestionó la compra de los primeros aviones del Aero Club Chaco, los telescopios del Observatorio Astronómico y realizó importantes donaciones a escuelas e instituciones del medio. Integró la "Junta Asesora" de la Gobernación del Chaco en 1933 y 1938, durante la gestión del Dr. José Conrado Castells. Proyectó la creación de un internado para que los hijos de los agricultores y peones radicados en el interior del Chaco pudieran instalarse en la capital para llevar a cabo sus estudios. Constituyó la "Junta Examinadora" del Banco de Italia y el Río de la Plata. Donó el terreno y edificio actual que ocupa el Municipio de Resistencia, ente donde también se desenvolvió como Intendente, gestión en la cual surgieran importantes proyectos como la pavimentación de la ciudad. Participó en las gestas por un gobernador territorial propio del Chaco y fue propuesto como candidato en 1926. Reconocido dirigente del Club Atlético Chaco For Ever recibió el mérito de Presidente Honorario. Aportó para la edificación de los edificios propios del Fogón de los Arrieros, la Peña Nativa Martín Fierro y efectuó un importante aporte a la Asociación Italiana (antiguamente conocida como Societa Italiana Operaia Di Mutuo Soccorso). Además, se lo reconoce como fundador de la Colonia Puerta Del León, próxima a Villa Ángela, la cual formara alrededor de su estancia, así también como partícipe en los hechos que determinaron la fundación de La Verde (Chaco), con la ayuda del doctor Hortensio Quijano. Este último acto le valió un reconocido homenaje al denominar una de las calles principales de la ciudad con el nombre de Julio Cecilio Perrando.

## Fallecimiento
Víctima de leucemia, enfermedad que supo sobrellevar durante casi dos décadas gracias a tratamientos elaborados por el mismo, Julio Cecilio Perrando falleció a las 2:45 hs del 13 de diciembre de 1957 rodeado de sus allegados. Tras su muerte, la residencia que hiciera construir entre 1924 y 1928 quedó -por herencia, ya que no tuvo hijos- en manos de su hermano Raúl, quién se hizo cargo de la misma, viviendo en ella hasta su muerte en 1972, luego de lo cual y a raíz de no tener tampoco descendientes legítimamente reconocidos, la casa quedó en total estado de abandono. Sus restos descansan en la ciudad de Buenos Aires.